# São José Lapa
Maria de São José Mamede de Pádua Lapa, mais conhecida como São José Lapa (Lisboa, São Cristóvão e São Lourenço, 19 de Março de 1951) é uma actriz e encenadora portuguesa; é uma figura destacada no panorama teatral, televisivo e cinematográfico nacional.

## Biografia
Estreou-se em 1972 na Casa da Comédia, com a peça Deseja-se Mulher, de  Almada Negreiros, encenada pela sua irmã, Fernanda Lapa. Pouco depois estreava-se a própria São José na encenação, dirigindo Amélia Videira na peça A Húngara, de Mario Fratti. Pelo meio concluiu o curso de Formação de Atores da Escola de Teatro do Conservatório Nacional.
Em 1976 foi fundadora da companhia de teatro A Centelha,  um grupo que nasceu no Conservatório e fez o seu espetáculo de estreia no Teatro da Comuna, sendo depois contratada pelo Estado para desenvolver um projeto de animação, promoção e descentralização do teatro, no distrito de Viseu, que se prolongaria por mais de um ano. Nessa mesma cidade lecionou a disciplina de Movimento e Drama, na Escola do Magistério Primário.
Depois de regressar a Lisboa São José Lapa recebe o convite de Filipe La Féria para integrar o elenco de A Paixão de Pier Paolo Pasolini, de René Kalisky, na Casa da Comédia. Em 1983 é-lhe atribuído o prémio de Melhor Atriz, da Associação Portuguesa de Críticos de Teatro, pelo seu desempenho na peça Casamento Branco, de Tadeusz Różewicz (encenação de Fernanda Lapa). Após participar em Fernando Talvez Pessoa, de Jaime Salazar Sampaio (encenação de Artur Ramos), onde protagonizou o jovem Fernando Pessoa, torna-se atriz residente do Teatro Nacional D. Maria II, onde irá participar em diversas produções.

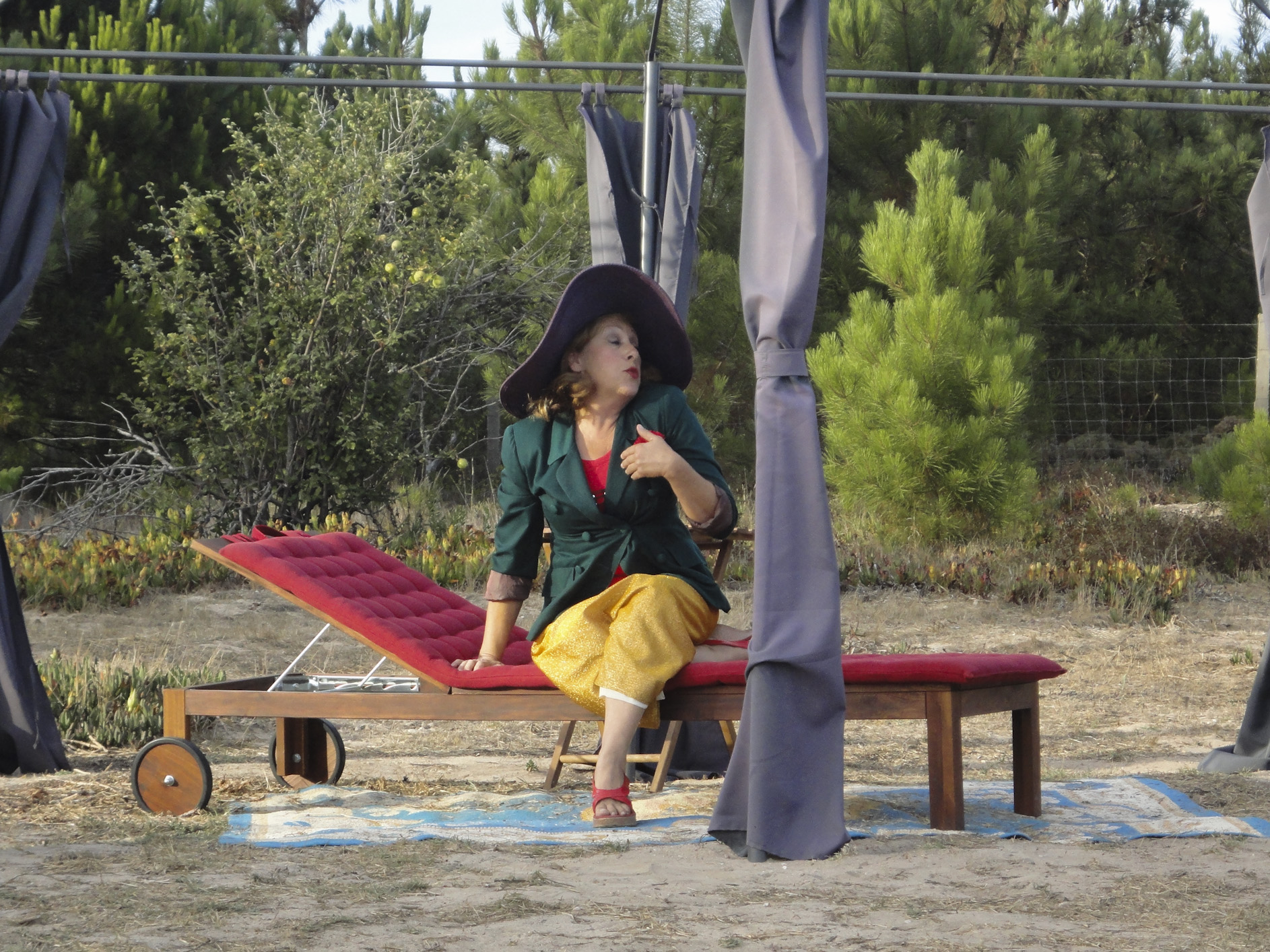
São José Lapa em Olhando o Céu Estou Em Todos os Séculos, de Abel Neves, Espaço das Aguncheiras, 2012

Da sua atividade no D. Maria II podem destacar-se as suas participações em Mãe Coragem de Bertolt Brecht (encenação de João Lourenço, 1986); Anatol, de Arthur Schnitzler (encenação de Ricardo Pais); Uma boca cheia de pássaros, de Caril Churchill (encenação de Fernanda Lapa); D. João, de Molière  (encenação de Jean-Marie Villigier; Théâtre de l'Odéon, Paris) onde representa o papel de Elvira.
Outras peças em que participou: Guerras do Alecrim e da Manjerona, de António José da Silva (encenação de  Carlos Avilez); O leque de Lady Windermere, de Oscar Wilde (encenação de  Carlos Avilez); As  Troianas, de  Eurípedes / Jean-Paul Sartre, no papel de Helena de Troia (encenação de João Mota); etc.. Em Passa por Mim no Rossio com autoria e encenação de Filipe La Féria, canta e interpreta várias personagens entre as quais a de Hermínia Silva.
Em 1995 encena, no Centro Cultural de Belém, Despir a que está nua, da  escritora argentina  Griselda Gambaro; em 1996, com o Teatro Plástico, encena Didascálias, de Israel Horowitz; em 1998, no T.N.D. Maria II, encena Cenas de uma Execução, de Howard Barker; e em 2005, no Teatro da Trindade, encena 12 Mulheres e uma Cadela, com a adaptação de textos de Inês Pedrosa.  A partir de 2006 encena as produções do Espaço das Aguncheiras (cooperativa que funda com Inês Lapa Lopes e outros), nomeadamente as seguintes: Sonho de uma Noite de Verão e Romeu e Julieta de William Shakespeare; A Gaivota, Tio João (Vania)   e As Três Irmãs de Anton Tchekhov; 5 pequenas peças de Samuel Beckett; Ashes to Ashes e Landscape de Harold Pinter; e ainda outros autores, como Jaime Salazar Sampaio, Hélia Correia, Abel Neves e Fernando Pessoa. Em junho de 2017 encenou A Actriz e o Medo (uma vez mais no CCB), em que associou duas peças de Griselda Gambaro: "Através da encenação de São José Lapa, visitamos o universo de realismo fantástico de Gambaro, onde a emoção do corpo e o sentimento da mente e do medo coexistem através do humor".
Presença regular na televisão, São José Lapa estreou-se com Herman José em Humor de Perdição (1987), foi Natacha Seminova no elenco de Casino Royal e Lita Gome no Crime na Pensão Estrelinha; com Filipe La Féria, é convidada do programa de variedades Grande Noite (1990). Participou ainda em numerosas séries, novelas e telefilmes (A Banqueira do Povo; Fúria de Viver; Água de Mar; Médico de Família; Floribella; Mistura Fina; etc.). No cinema trabalhou com Angela Linders em Mara (1984) e em Jogo de Mão de Monique Rutler (1985), em Tráfico, de João Botelho (1998) e em Maria e as Outras, de José Sá Caetano (2004). Participou no filme de Pedro Varela A canção de Lisboa, inspirado na comédia homónima de Cotinelli Telmo de 1933 (2016).

### Vida pessoal
Filha de Fernando Santos Lapa e de Maria Palmira Mamede de Pádua Lapa; é irmã da atriz e encenadora Fernanda Lapa. Entre 1976 e 1982 foi casada com o cenógrafo Alberto Lopes (Lisboa, 1953), de quem teve uma filha, também atriz: Inês Lapa Lopes.

## Prémios e Reconhecimentos
- 2025 - recebe, a título póstumo, a medalha de mérito cultural atribuída pelo governo português.[13]
- 2016 - recebe o Prémio Áquila para melhor actriz secundária pelo papel no filme "A Canção de Lisboa".[14]

## Ligações externas

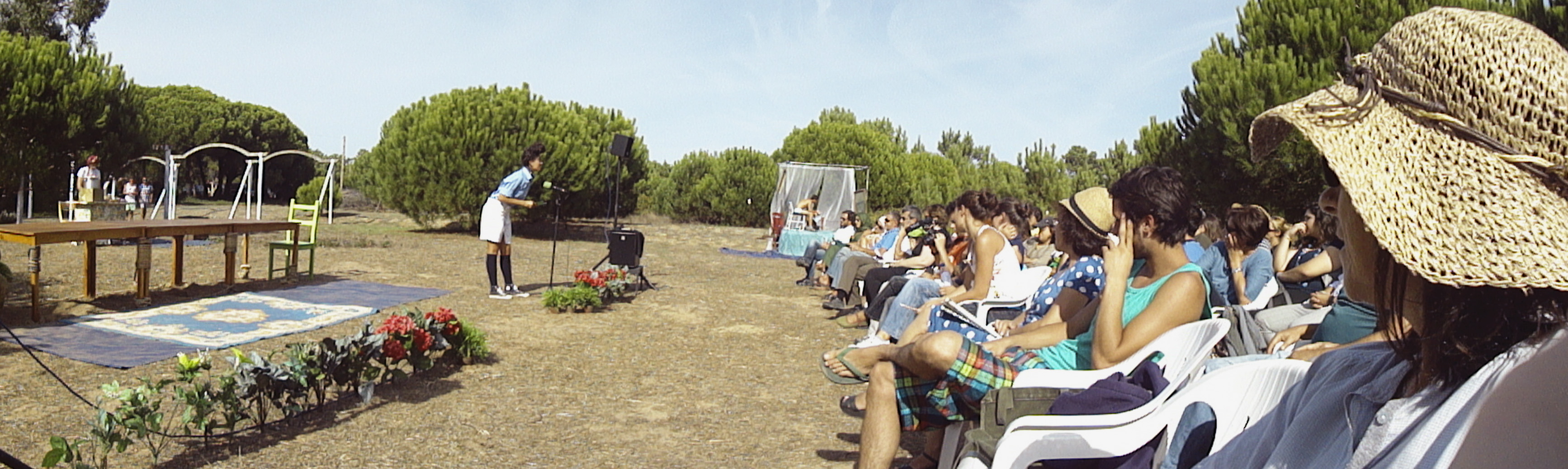
Porque vale a pena viver, direção de São José Lapa, Espaço das Aguncheiras, 2011

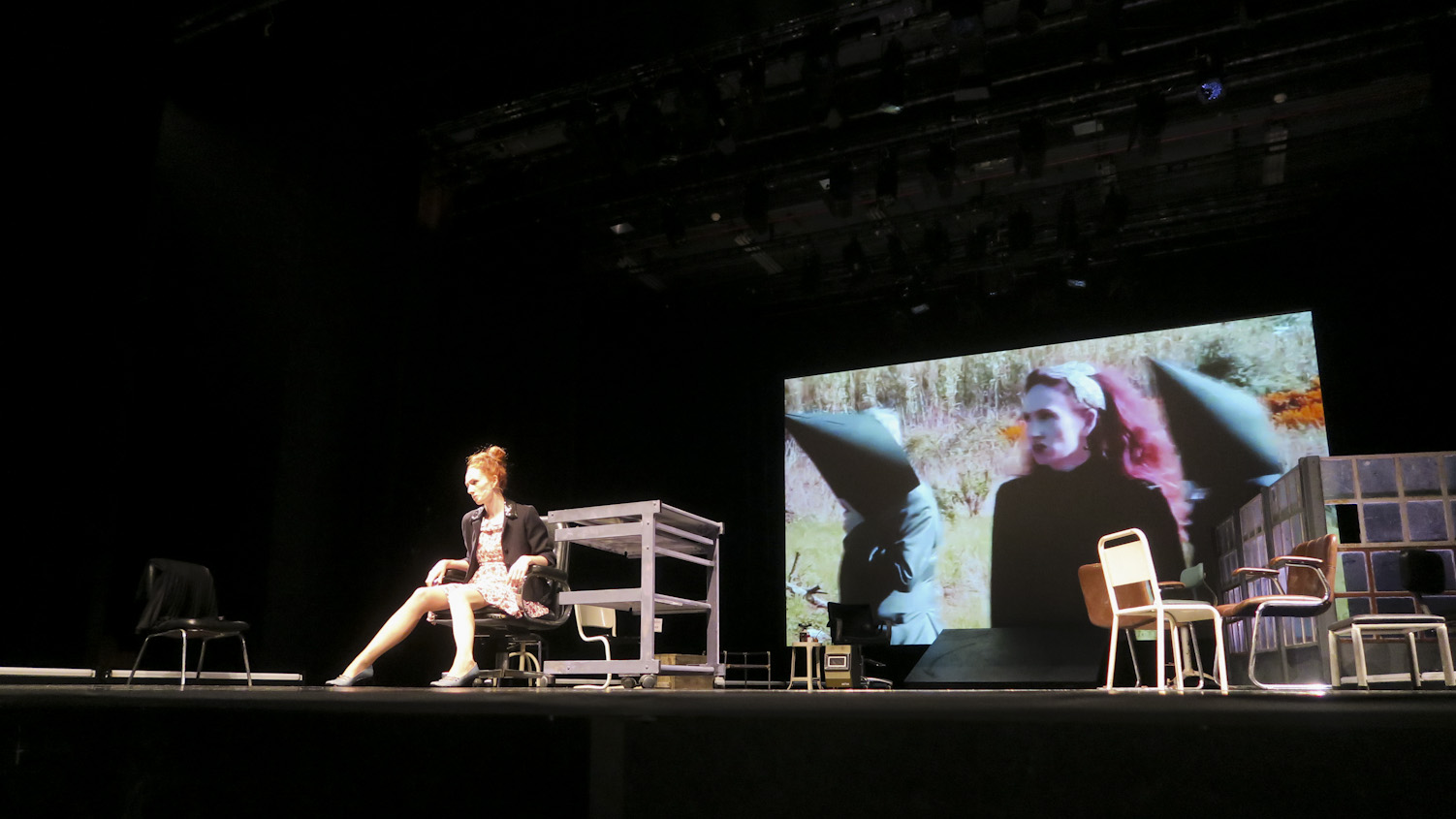
Inês Lapa Lopes em A Actriz e o Medo, direção de São José Lapa, Centro Cultural de Belém, junho de 2017